# SN 2006ex
SN 2006ex – supernowa typu Ia odkryta 27 sierpnia 2006 roku w galaktyce A203843-0028. W momencie odkrycia miała maksymalną jasność 20,10m.